# Glechoma hirsuta
Gléchome hérissée, Gléchome hirsute, Lierre terrestre hérissé
Espèce
Statut de conservation UICN

 DD  : Données insuffisantes
Glechoma hirsuta, la Gléchome hérissée, Gléchome hirsute ou Lierre terrestre hérissé, est une espèce de plantes à fleurs de la famille des Lamiacées.